# Chloebora
Chloebora is een geslacht van rechtvleugeligen uit de familie veldsprinkhanen (Acrididae). De wetenschappelijke naam van dit geslacht is voor het eerst geldig gepubliceerd in 1884 door Saussure.

## Soorten
Het geslacht Chloebora omvat de volgende soorten:
- Chloebora bramina Saussure, 1884
- Chloebora crassa Walker, 1870
- Chloebora dimorpha Uvarov, 1930
- Chloebora grossa Saussure, 1884
- Chloebora marshalli Henry, 1933
- Chloebora sanguinipes Uvarov, 1941
- Chloebora turkanae Uvarov, 1938